# Züchtungsinitiative Niederelbe
Die Züchtungsinitiative Niederelbe GmbH und Co. KG (ZIN) ist ein Zusammenschluss von ca. 170 Erzeugern, Händlern und Erzeugerorganisationen im Alten Land.

## Ziel
Das Ziel ist die Züchtung neuer, besserer Apfelsorten.

## Angegliederte Organisationen
Beratend / unterstützend sind tätig:
- Hochschule Osnabrück, Fakultät Agrarwissenschaften und Landschaftsarchitektur (Osnabrück–Haste)
- Obstbauversuchs- und Beratungszentrum Jork
- Baumschule Koen Carolus, Belgien

## Finanzierung
Alle Mitglieder entrichten einen Jahresbeitrag zur Finanzierung der Züchtungsaktivitäten. Dessen Höhe richtet sich nach dem Jahr des Beitrittes.